# Александер фон Цинцендорф-Потендорф
Александер фон Цинцендорф-Потендорф (на немски: Alexander Herr von Zinzendorf und Pottendorf; * 9 януари 1541; † 1577, Корсика, погребан в Шьонбюхел) е фрайхер, господар от род „Цинцендорф и Потендорф“ в Долна Австрия. Родът фон Цинцендорф и Потендорф се различава от род Зинцендорф, и не трябва да се бърка с род фон Цинцендорф.

## Произход
Той е син на Йохан IV фон Цинцендорф-Потендорф (* 1507; † 27 октомври 1552) и съпругата му Анна фон Хоенемс († 1543), дъщеря на Ханс II фон Хоенемс-Дорнбирн († сл. 9 април 1557) и Сибила фон Ритхайм (Ридхайм) († 14 септември 1557). Майка му е правнучка на Ханс Улрих I фон Хоенемс († пр. 18 юли 1449) и внучка на Якоб I фон Хоенемс-Дорнбирн († 1506) и Клара/Валпурга фон Щадион († 1498). По баща е внук на Кристоф II фон Цинцендорф († 1539) и София фон Потендорф, дъщеря на Фридрих Хундт фон Потендорф († 7 август/17 септември 1488) и Елизабет фон Найтперг († 4 декември 1503).
На 16 ноември 1662 г. родът е издигнат на австрийски наследствен граф.
Правнукът му Максимилиан Еразмус фон Цинцендорф-Потендорф (1633 – 1672) е издигнат на имперски граф.

## Фамилия
Александер фон Цинцендорф-Потендорф се жени на 5 февруари 1569/6 февруари 1570 г. за Сузана фон Фолкра († 1613), дъщеря на Йоахим фон Волкра, господар на Щайнабрун († пр. 12 юли 1562) и Анна фон Лапитц. Те имат един син:
- Йохан Йоахим фон Цинцендорф-Потендорф (* 15 септември 1570; † 29 януари 1626, Карлсбах), женен на 29 януари 1595 г. за Мария Юта (Юдит) фон Лихтенщайн-Фелдсберг (* 18 април 1575; † 6 март 1621, Карлсбах); имат двама сина и две дъщери

Вдовицата му Сузана фон Фолкра се омъжва втори път 1578 г. за Ото Хайнрих фон Лозенщайн († 9 септември 1594).